# Acanthurus mata

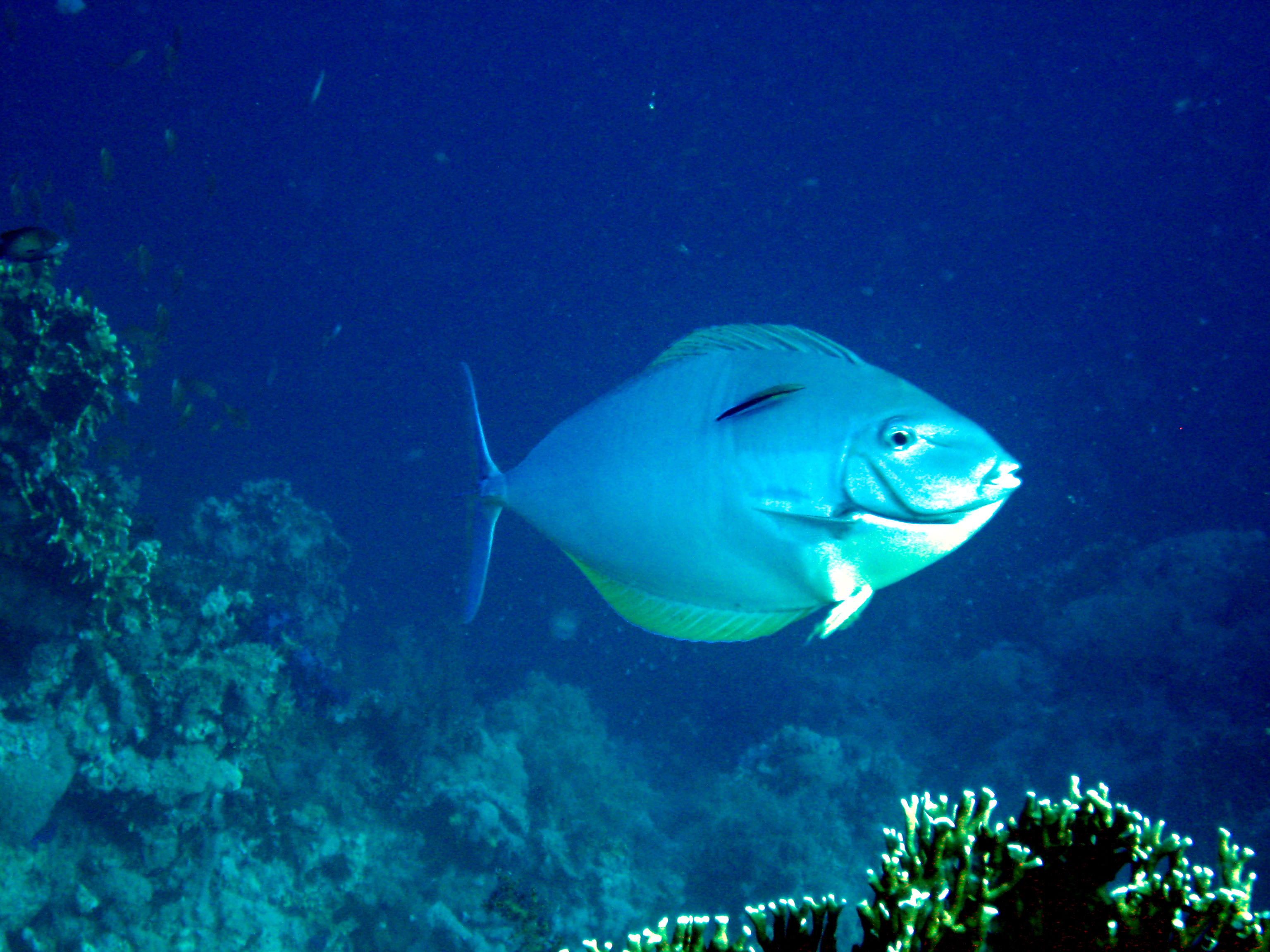
A. mata con Labroides dimidiatus en Egipto

Acanthurus mata es un pez cirujano marino, de la familia Acanthuridae. Es una especie ampliamente distribuida en el océano Indo-Pacífico, y común en parte de su rango de distribución. Se pesca y comercializa para consumo humano en la región del Triángulo de Coral.

## Descripción
Posee la morfología típica de su familia, cuerpo comprimido lateralmente y ovalado. La boca es pequeña, protráctil y situada en la parte inferior de la cabeza. El hocico es grande. Tiene 9 espinas y 25 a 27 radios blandos dorsales; 3 espinas y entre 23 y 25 radios blandos anales; 17 radios pectorales; 20 a 25 branquiespinas anteriores y 23 a 26 branquiespinas posteriores. Un ejemplar de 47 mm tiene 14 dientes en la mandíbula superior y 14 en la inferior, con 247 mm de largo tiene 20 en la superior y 20 en la inferior.
Como todos los peces cirujano, de ahí les viene el nombre común, tiene 2 espinas extraíbles en el pedúnculo caudal, que las usan para defenderse o dominar.
El color base del cuerpo es marrón, y recubierto por líneas irregulares horizontales de color azul. Es capaz de cambiar la coloración de todo el cuerpo a un tono gris azulado pálido. En medio de los ojos tiene una área amarilla y unas bandas del mismo color le atraviesan los ojos. La aleta dorsal tiene 8 o 9 líneas longitudinales más oscuras, y la anal 5 o 6 similares. La aleta caudal tiene una franja blanca en su nacimiento y es azul.
Alcanza los 50 cm de largo, siendo de las especies más grandes del género.

## Hábitat y distribución
Es una especie bentopelágica, que habita zonas con sustratos rocosos y arrecifes. Frecuenta aguas turbias más que otras especies de peces cirujanos. Los adultos forman "escuelas" normalmente y los juveniles son reservados y solitarios, habitando zonas superficiales.
Su rango de profundidad es entre 5 y 100 m. Su rango de temperatura es tropical, entre  24.29 y 28.12 °C.
Se distribuye por el océano Indo-Pacífico. Es especie nativa de Arabia Saudí; Australia; Bangladés; Birmania; Brunéi Darussalam; Camboya; Cocos; Comoros; Islas Cook; Egipto; Eritrea; Filipinas; Fiyi; Guam; India (islas Andaman y Nicobar); Indonesia; Irán; Israel; Japón; Jordania; Kenia; Kiribati; Madagascar; Malasia; Maldivas; Islas Marshall; Mauricio; Mayotte; Micronesia; Mozambique; Nauru; Isla Navidad; Nueva Caledonia; Niue; islas Marianas del Norte; isla Navidad; Omán; Pakistán; Palaos; Papúa Nueva Guinea; Polinesia; isla Reunión; Samoa; Seychelles; Singapur; Islas Salomón; Somalia; Sri Lanka; Sudáfrica; Sudán; Isla Spratly; Taiwán; Tailandia; Tanzania; Timor-Leste; Tokelau; Tonga; Tuvalu; Vanuatu; Vietnam, Wallis y Futuna; Yeman y Yibuti.

## Alimentación
Los adultos se alimentan principalmente de zooplancton y los juveniles de algas bénticas. Se le ha observado mezclado en cardúmenes de Caranx sexfasciatus alimentándose de materia fecal.

## Reproducción
No presentan dimorfismo sexual aparente, salvo en el cortejo, en el que los machos varían su coloración. Son ovíparos y de fertilización externa. No cuidan a sus crías. Forman agregaciones para desovar. En Palaos y la Gran Barrera de Arrecifes australiana forman agregaciones enormes para desovar en los arrecifes, tanto en la luna nueva, como en la luna llena.
Los huevos son pelágicos, de 1 mm de diámetro, y contienen una gotita de aceite para facilitar la flotación. En 24 horas, los huevos eclosionan larvas pelágicas translúcidas, llamadas Acronurus. Son plateadas, comprimidas lateralmente, con la cabeza en forma de triángulo, grandes ojos y prominentes aletas pectorales. Cuando se produce la metamorfosis del estado larval al juvenil, mutan su color plateado a la coloración juvenil, y las formas de su perfil se redondean.
La edad máxima reportada es de 23 años.